# Mark Farrell
Mark Farrell (Liverpool, 6 de mayo de 1953 – 26 de noviembre de 2018) fue un tenista británico.

## Carrera
Farrell y Lesley Charles fueron finalista en dobles mixtos en el Campeonato de Wimbledon 1974. En 1974, también fue finalista en el WCT celebrado en Londres y representó a Gran Bretaña en la Copa Davis contra Irán. Jugó el partido de dobles con John Lloyd y ganaron. Farrell ganó a Björn Borg en el Campeonato NSW de 1973. Dos años después, ganó a Stan Smith en Nottingham.

## Torneos de Grand Slam

### Campeón Dobles Mixto (1)
| Año  | Torneo    | Pareja         | Oponentes en la final          | Resultado |
| 1974 | Wimbledon | Lesley Charles | Owen Davidson Billie Jean King | 3–6, 7–9  |